# Vardan I.
Vardan I. Partski (perzijsko وردان يکم‎), kralj Partskega cesarstva, ki je vladal približno od leta 40 do 45 n. št., ni znano, † okoli 47. 
Na partski prestol je prišel po smrti svojega očeta Artabana III. in se vse do smrti stalno vojskoval z bratom Gotarzom II., rivalskim kandidatom za partski prestol. Iz njegovih kovancev je razvidno, da je celemu cesarstvu vladal samo v obdobju od 40 do 45 n. št..
Leta 43 je prisilil Selevkijo na Tigrisu, da se je po sedemletnem uporu ponovno uklonila partskemu cesarju. Ktezifon, partska razidenca na nasprotnem bregu Tigrisa, je imel zaradi upora tako  velike dobičke, da je Amijan Marcelin Vardana I. imenoval "ustanovitelj Ktezifona". Vardan se je nato s pomočjo ponovno osvojene Armenije pripravljal na vojno z Rimskim cesarstvom, po soočenju z rimskimi legijami pa se je premislil.  
V naslednji vojni z Gotarzom II. je dosegel velike uspehe proti vzhodnim nomadom. Tacit trdi, da ga je Gotarz II. za nekaj časa pregnal "v baktrijske ravnice", morda k Juežom, ki so takrat okupirali Baktrijo. Ko si je opomogel, je krenil na zmagovit vojni pohod proti Gotarzovi vojski Dahov in jo zasledoval vse do reke Sind (sedaj Tedžen v južnem Turkmenistanu). 
Tacit ga je hvalil kot mladega in zelo sposobnega vladarja z veliko energije, vendar s pomanjkanjem človečnosti.  Okoli leta 47 so ga na lovu na Gotarza II. umorili in Gotarz je postal vladar celega Partskega cesarstva.
| Vardan I. Arsakidska dinastijaRojen: ni znano Umrl: 47 |                                                |                       |
| Vladarski nazivi                                       |                                                |                       |
| Predhodnik: Artaban III.                               | Veliki kralj (šah) Partskega cesarstva 40 – 47 | Naslednik: Gotarz II. |

## Zunanja Povezava
- Kovanci Vardana I.